# Juan Pizarro de Aragón
Don  Juan Pizarro de Aragón  (Madrid; 14 de diciembre de 1697 - Madrid; 18 de enero de 1771), II marqués de San Juan de Piedras Albas fue un aristócrata español que sirvió en la Real Casa. 

## Biografía
Era hijo de Francisco Silvestre Pizarro y de Isabel Rubín de Celis. 
Proveniente de la baja nobleza cacereña, a su padre le había sido otorgado por el Rey Carlos II en 1693 el marquesado de San Juan de Piedras Albas. Comenzó su carrera cortesana al ser nombrado con 24 años Mayordomo de semana y Caballerizo de la Princesa de Asturias Luisa Isabel de Orléans, siendo nombrado al subir el marido de ésta al trono su Mayordomo y Primer Caballerizo ad interim, ya que su padre ocupaba esos cargos en propiedad. 
Se casó en 1726 con Juana Josefa de Herrera y fue designado miembro del Consejo de Indias. En 1727 se grangeó el definitivo afecto de Felipe V al acompañar a éste y a la Reina a la llamada jornada de Badajoz y Andalucía siendo nombrado en abril de 1731 Gentilhombre de la Real Cámara. 
A partir de 1736 fue acumulando cargos; Primer Caballerizo del Rey, Alcalde mayor de El Pardo, la Zarzuela y de la Torre de la Parada, etc…. Al fallecer su padre en 1739, hereda su título y el Rey le otorga el 15 de diciembre de ese mismo año la Grandeza de España de primera clase para unirlo a él. Dos años más tarde lo nombra su Sumiller de Corps, puesto en el que tendrá incontables conflictos de competencias con el Mayordomo mayor, duque de la Mirandola. 
Confirmado en el puesto por el Rey Fernando VI al acceder éste al trono, las – en su juicio - inaceptables consecuencias de las medidas de ordenación de la Real Casa puestas en marcha por el ministro Marqués de la Ensenada le hacen presentar su dimisión el 25 de marzo de 1748. Al llegar al trono Carlos III le designa Presidente del Consejo de Indias, cargo que desempeñará hasta su muerte.